# Fettkräuter
Die Fettkräuter (Pinguicula) sind eine Gattung fleischfressender Pflanzen (Karnivoren) aus der Familie der Wasserschlauchgewächse (Lentibulariaceae). Seit 2017 sind etwa 102 Arten bekannt, von denen vier auch im deutschsprachigen Raum heimisch sind, die Mehrzahl findet sich jedoch in Mittelamerika.

## Beschreibung

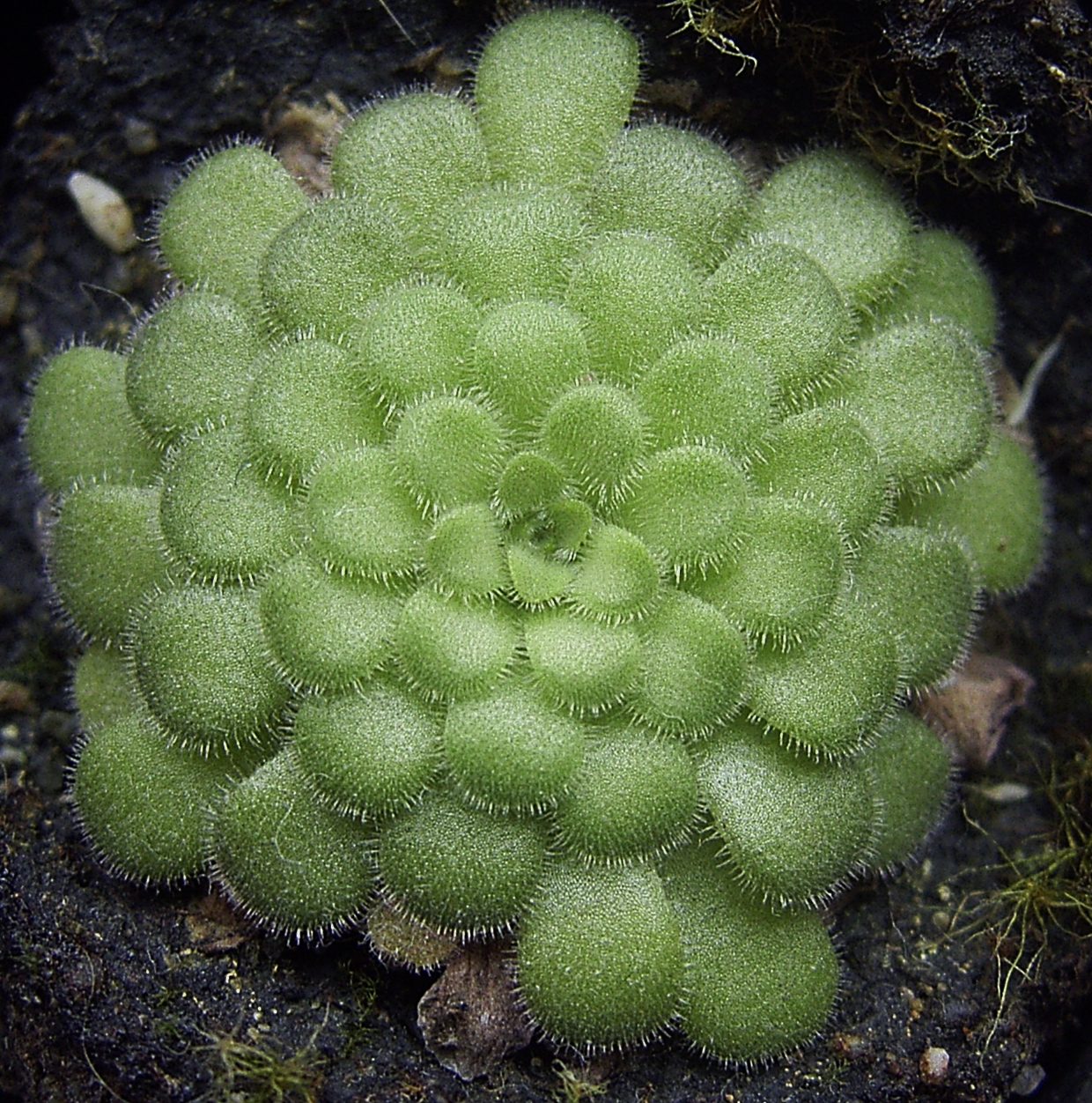
Winterrosette von Pinguicula cyclosecta

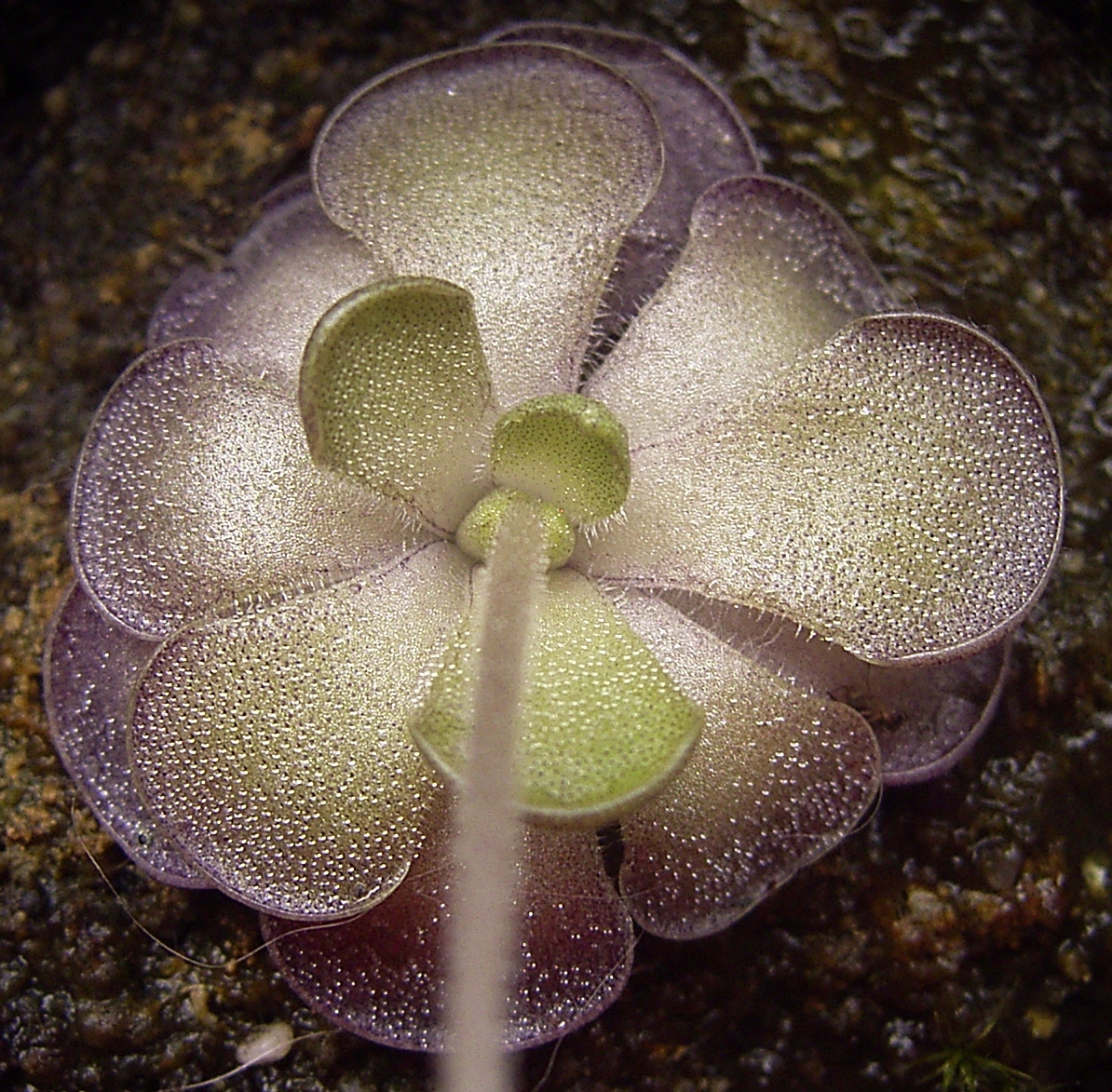
Sommerrosette von Pinguicula cyclosecta

### Wuchsformen
Fast alle Fettkraut-Arten sind ausdauernde krautige Pflanzen (bis auf die einjährigen Arten Pinguicula crenatiloba, Pinguicula sharpii, Pinguicula takakii und Pinguicula pumila). Alle Arten bilden grundständige Rosetten.
Grob können die Fettkräuter in zwei Hauptgruppen mit je zwei Untergruppen eingeteilt werden. Die Unterteilung der Hauptgruppen geht dabei auf klimatische Gegebenheiten zurück, die der Untergruppen auf morphologische Merkmale.
Generell gilt für alle Fettkräuter, dass sie saisonal wechselnd sogenannte vegetative und generative Rosetten bilden. Tropische Wuchsformen beenden dabei jede Rosettenbildung mit der Ausbildung einer Blüte und gehen nach dieser wiederum in die nächste Rosettenform über. Die sogenannten „temperierten Wuchsformen“ hingegen bilden zwar eine vegetative Rosette aus, diese aber blüht nicht, sondern bildet in ihrem Zentrum einen Hibernakel, der als Überwinterungsorgan dient. Nach der Ausbildung des Hibernakels sterben die Blätter der vegetativen Rosette ab. Erst nach Überwinterung und Neuaustrieb einer Rosette beginnt die Pflanze die Bildung einer Blüte.
Als Unterscheidungsmerkmal der Untergruppen dient wiederum die Gestalt der Rosetten einer Art. Wenn vegetative und generative Rosette einer Art in ihrem Erscheinungsbild identisch sind, so spricht man von „homophyllem Wuchs“, wenn sie sich in Form und/oder Größe unterscheiden, so spricht man von „heterophyllem Wuchs“.
So ergeben sich vier Formenkreise:
- Tropischer Wuchsformtyp: Arten, die keine Kälteperioden kennen und wechselnd Rosetten bilden und blühen.
  - Tropisch-heterophyller Wuchsformtyp: vegetative und generative Rosette einer Art unterscheiden sich in Form und/oder Größe. Beispiele: Pinguicula cyclosecta, Pinguicula acuminata oder Pinguicula moranensis.
  - Tropisch-homophyller Wuchsformtyp: vegetative und generative Rosette einer Art sind in ihrem Erscheinungsbild identisch. Beispiele: Pinguicula emarginata, Pinguicula filifolia oder Pinguicula pumila.

- Temperierter Wuchsformtyp: Arten gemäßigter Zonen mit Kälteperioden. Sie bilden wechselnd Rosetten und blühen und überwintern wechselnd.
  - Temperiert-heterophyller Wuchsformtyp: vegetative und generative Rosette einer Art unterscheiden sich in Form und/oder Größe. Beispiele: Pinguicula lutea oder Pinguicula lusitanica.
  - Temperiert-homophyller Wuchsformtyp: vegetative und generative Rosette einer Art sind in ihrem Erscheinungsbild identisch. Beispiele: Pinguicula alpina, Pinguicula grandiflora oder Pinguicula vulgaris.

### Wurzeln

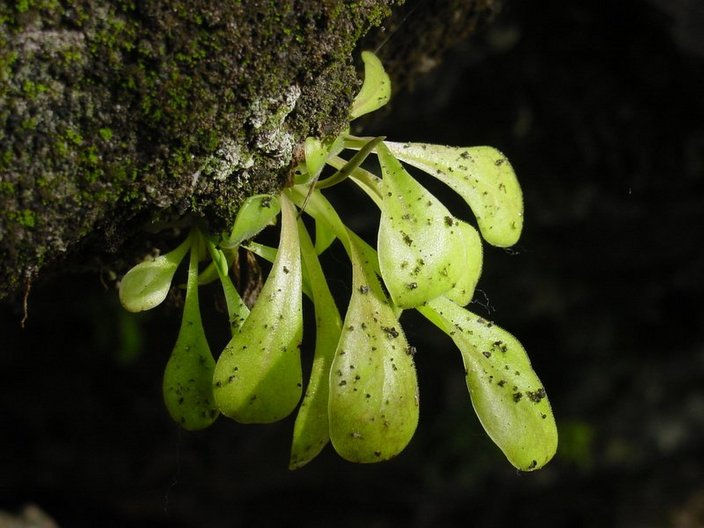
Pinguicula laxifolia am Standort

Das Wurzelwerk der Fettkräuter ist nur schwach ausgeprägt. Es ist weiß und fein und dient in erster Linie der Verankerung im Untergrund, zur Aufnahme von Feuchtigkeit sowie von Spurenelementen. Bei Arten temperierter Zonen, die Hibernakel ausbilden, sind diese wurzellos, mit der Ausnahme des Alpen-Fettkrauts. Bei den (wenigen) epiphytischen Arten (zum Beispiel Pinguicula lignicola) sind die Wurzeln zusätzlich mit Haftscheiben versehen.

### Blätter
Die Blätter sind glatt, fest und sukkulent, von meist hellgrüner, gelegentlich rötlich überhauchter Farbe. Sie sind – je nach Art – zwischen 2 und 30 Zentimeter groß. In Relation zur Gesamtgröße der Pflanze sind die Blätter groß und je nach Sippe unterschiedlich geformt; häufig finden sich jedoch eiförmige, spatelige oder längliche Formen.

Darstellung des Fangapparates der Fettkräuter

Wie alle Gattungen der Familie der Wasserschlauchgewächse sind die Fettkräuter karnivor. Zur Sekretion ist die Blattoberfläche mit zwei Typen von Drüsen versehen: gestielte Drüsen und sitzende Drüsen. Das von den gestielten Drüsen ausgeschiedene Fangsekret, an dem Beutetiere kleben bleiben, lässt die Blätter fettig glänzen. Dieser Glanz lockt wahrscheinlich – ähnlich wie bei anderen Karnivoren mit Klebefallen (Sonnentau, Regenbogenpflanzen) – die Beute an. Das erbeutete Tier gerät sodann in Kontakt mit den sitzenden Drüsen der Blattoberfläche, von denen daraufhin der enzymhaltige Verdauungssaft ausgeschieden wird. Nachgewiesene Enzyme sind Amylase, Esterase, Phosphatase, Protease und Ribonuklease. Die Blätter sind beweglich, allerdings sehr langsam, und können sich an den Rändern über sich nicht im Zentrum des Blattes befindende Beute einrollen. Auch können sie kleine Vertiefungen in der Blattoberfläche um die Beute bilden, in denen sich Verdauungssäfte zwecks besserer Zersetzung der Beute sammeln. Blattbereiche, die bereits einmal Beute gemacht haben, können dabei nicht noch ein weiteres Mal Beute zersetzen, da die gestielten Drüsen nur „Einweg“-Drüsen sind. Die durch die Zersetzung der Beute gelösten Nährstoffe werden anschließend durch Öffnungen in der Kutikula absorbiert. Da die Kutikula die Pflanzen auch vor Austrocknung schützt und diese bei Fettkräutern durch die Öffnungen vielfach durchbrochen ist, ist die Gattung auf luftfeuchte Habitate angewiesen.
Das Beutespektrum umfasst meist kleinste Fluginsekten, allerdings können die Pflanzen auch effizient Pollen verwerten, der auf ihre relativ große Blattoberfläche geweht wird.

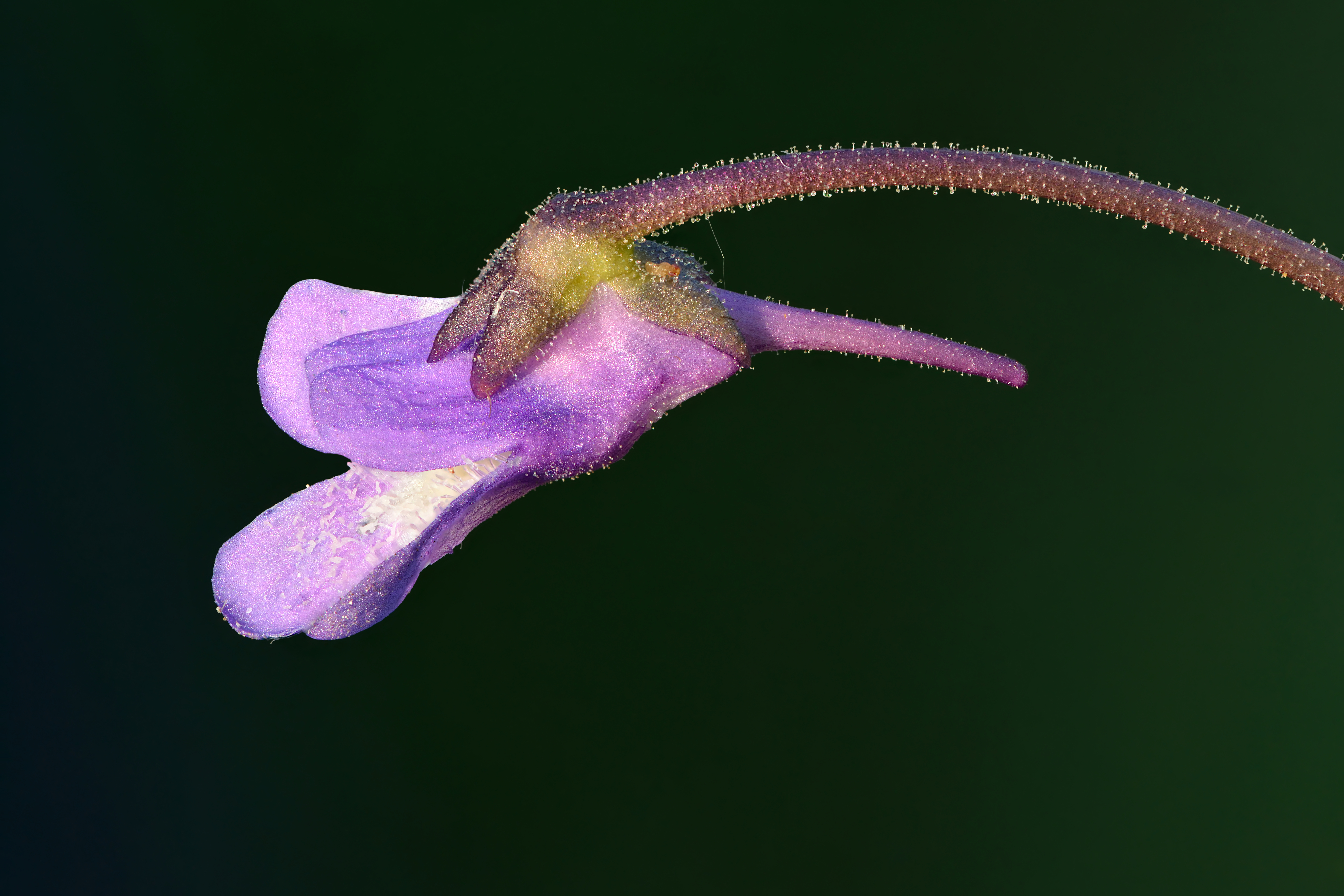
Pinguicula vulgaris, Seitenansicht der Blüte

### Blüten
Wie bei fast allen Karnivoren ragen die zwittrigen Blüten weit über die eigentliche Pflanze hinaus, um ein Fangen von möglichen Bestäubern zu verhindern. Die einzeln stehenden und langblühenden Blüten, an denen sich die Verwandtschaft der Fettkräuter mit den anderen Wasserschlauchgewächsen am deutlichsten zeigt, sind zygomorph, die Krone hat zwei ausgeprägte Lippen und ist an ihrem Ansatz gespornt. Die Oberlippe der Krone ist zweigeteilt, die Unterlippe dreigetreilt.  Der verwachsene Kelch ist üblicherweise fünfteilig, die Oberlippe des Kelches drei-, die Unterlippe zweigeteilt. Meist sind die Blüten blau, violett oder weiß, oft auch mit gelb, seltener sind grünliche oder rötliche Färbungen. Letztere findet sich besonders ausgeprägt bei den starkroten Blüten von Pinguicula laueana und Pingucula caryophyllacea.
Die genaue Gestalt der Blüte dient als diagnostisches Merkmal zur Unterteilung der Gattung in Untergattungen, ebenso die Blütenfarbe, bei mehrfarbigen Blüten auch deren Kombination.

### Frucht und Samen
Die eiförmigen bis kugeligen Kapselfrüchte öffnen sich bei Trockenheit in zwei Klappen und schließen sich bei Feuchtigkeit wieder, um so die zahlreichen Samen zu schützen und ihre Ausbreitung durch Windstreuung zu fördern. Die mit einer Länge von 0,5 bis 1 Millimetern relativ feinen Samen sind goldbraun. Die Samen der meisten Arten tragen an ihrer Oberfläche ein Netzmuster, um so auf Wasseroberflächen ohne Versinken treiben zu können (ausgenommen epiphythische Arten, deren Samenoberfläche glatt ist).

### Chromosomensätze
Die Chromosomengrundzahlen betragen bei Pinguicula-Arten meist x = 8 oder x = 11, eine Ausnahme dieser Regel ist Pinguicula lusitanica, deren Chromosomengrundzahl x = 6 beträgt.

### Vegetative Vermehrung
Neben der generativen Vermehrung über Samen gibt es in dieser Gattung mehrere Möglichkeiten der vegetativen Vermehrung.
Viele Fettkraut-Arten (z. B. Pinguicula vulgaris) bilden zum Zeitpunkt der Blüte oder kurz darauf kleine Brutzwiebeln, aus denen sich neue, genetisch identische Pflanzen entwickeln. Einige wenige Arten bilden auch Ausläufer (z. B. Pinguicula calyptrata, Pinguicula vallisnerifolia) oder Kindeln (z. B. Pinguicula heterophylla, Pinguicula primuliflora) an ihren Blattspitzen.

## Verbreitung
Die Gattung Pinguicula ist über die ganze Nordhalbkugel der Erde verteilt; in Afrika ist die Verbreitung dabei auf den äußersten Nordwesten beschränkt. Vor allem sind die Pinguicula-Arten aber von Kuba und Mexiko über Zentral-  bis Südamerika zu finden, wo die Vorkommen weit über den Äquator hinweg bis nach Feuerland ausstrahlen. Nicht vertreten ist die Gattung Pinguicula nur in Australien und Neuseeland.
Das Ursprungsgebiet der Gattung Pinguicula ist wahrscheinlich Mexiko, das auch das Diversitätszentrum der Gattung bildet – rund 50 Prozent der etwa 100 Arten finden sich allein in Mexiko, in Europa finden sich zwölf Arten, in Nordamerika zehn. Von Mexiko aus haben sich die Vorläufer der Gattung Pinguicula wahrscheinlich auf das heutige Europa verbreitet, bevor die früheren Superkontinente unüberbrückbar auseinanderdrifteten (vergleiche auch: Laurasia, Pangaea).
Weit mehr als die Hälfte aller Arten hat sehr kleinräumige Areale. Die beiden am weitesten verbreiteten Arten, das Gemeine Fettkraut (Pinguicula vulgaris) und das Alpen-Fettkraut (Pinguicula alpina), sind auch im deutschsprachigen Raum heimisch. Als Alpenpflanze findet sich zudem in Österreich und der Schweiz noch das Dünnspornige Fettkraut (Pinguicula leptoceras) und in der Schweiz das Großblütige Fettkraut (Pinguicula grandiflora), für letzteres ist auch ein angesalbter Standort in Nordrhein-Westfalen bekannt.

## Standortansprüche

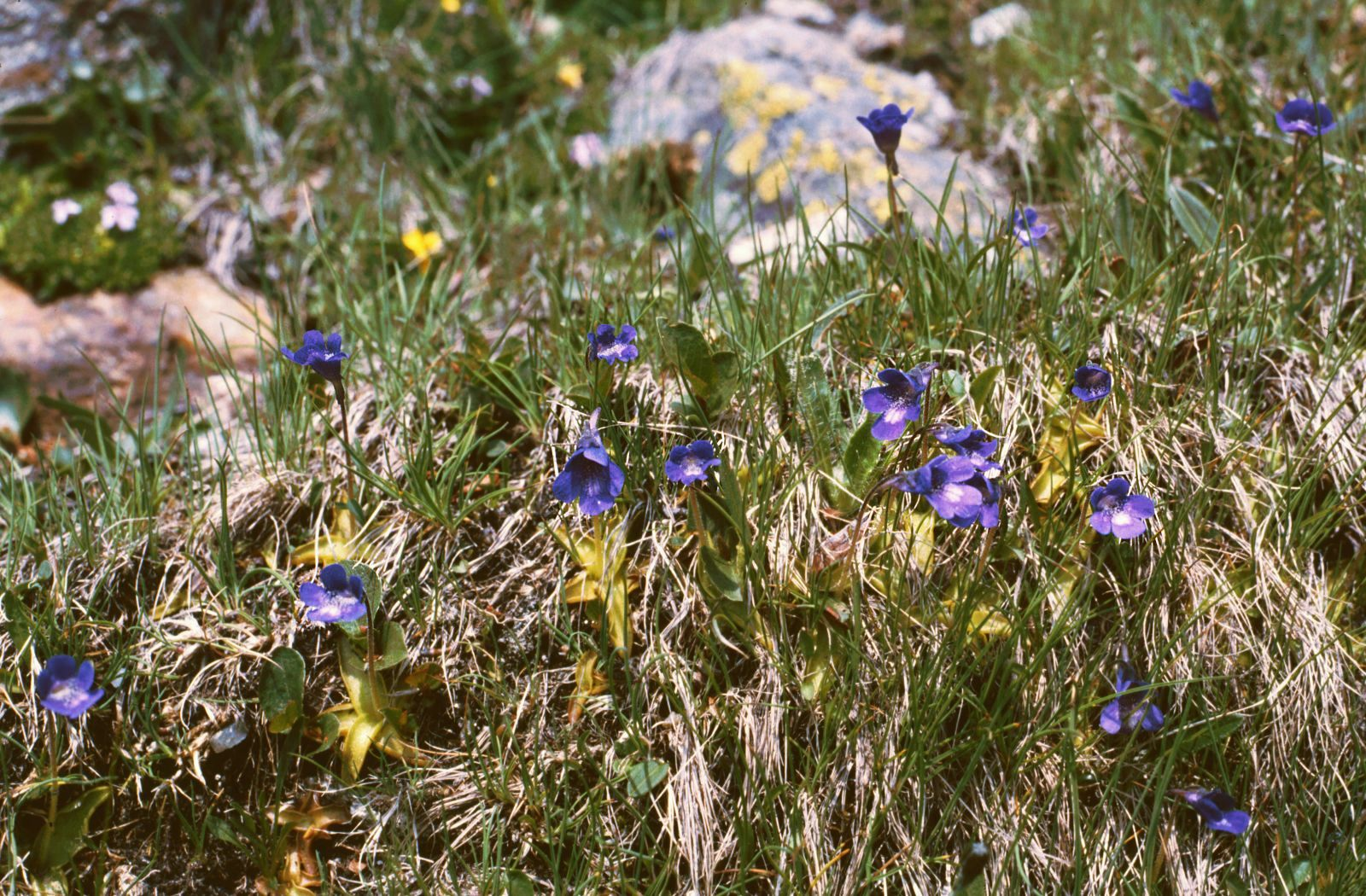
Dünnsporniges Fettkraut (Pinguicula leptoceras)
am Timmelsjoch in Südtirol

Im Allgemeinen gedeihen Fettkraut-Arten am besten auf nährstoffarmen, neutralen bis alkalischen Böden. Verschiedene Arten haben sich jedoch auch andere Böden wie sauren Torf (Pinguicula vulgaris, Pinguicula calyptrata, Pinguicula lusitanica) oder reinen Gips (Pinguicula gypsicola) erobert oder siedeln teils auf blankem, aufrechtem Fels (Pinguicula ramosa, Pinguicula vallisneriifolia). Einige wenige Arten haben sich auch zu Epiphyten gewandelt (Pinguicula casabitoana, Pinguicula lignicola).
Fettkräuter benötigen Biotope, die zumindest zur Vegetationszeit feucht bis nass sind, können aber in Gestalt von sukkulenten Winterrosetten Zeiten relativer bis extrem starker Trockenheit überstehen. Als Feuchtigkeit kann durchaus Sprüh- oder Sickerwasser ausreichen. Anders als viele andere Karnivoren bevorzugen Fettkräuter zwar offene, aber nicht direkt besonnte Standorte, oftmals werden sogar halbschattige bis schattige Standorte bevorzugt.

## Gefährdung
Die Gefährdung der Pinguicula-Arten lässt sich nicht auf einen Nenner bringen, da die Situation der einzelnen Arten sehr unterschiedlich ist. Sie unterscheiden sich stark in ihrer Verbreitung und haben differierende Standortansprüche. Besonders stark bedroht sind jedoch einige Endemiten wie zum Beispiel Pinguicula ramosa, Pinguicula casabitoana oder Pinguicula fiorii, wobei als bedrohendster Faktor hierfür Habitatzerstörung zu nennen ist. Die nordamerikanische Pinguicula ionantha wird im Anhang 1 des Washingtoner Artenschutzabkommens gelistet. Die in Deutschland vorkommenden Arten sind sämtlich nach Bundesartenschutzverordnung geschützt.

## Botanische Geschichte

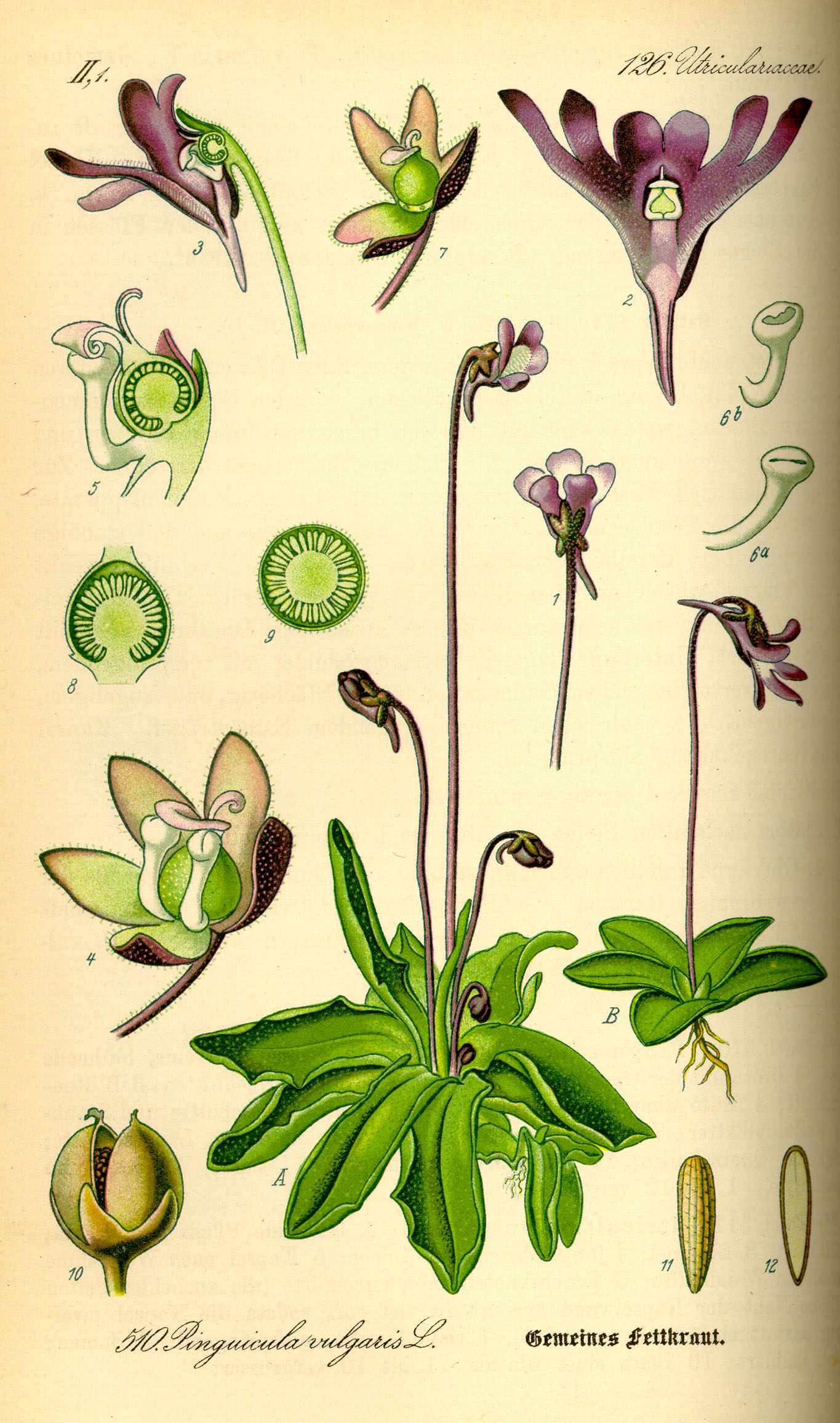
Gemeines Fettkraut (Pinguicula vulgaris)
Illustration in:
Otto Wilhelm Thomé:
Flora von Deutschland, Österreich und der Schweiz,
Gera, 1885

Zum ersten Mal erwähnt wurde das Fettkraut als „zitroch chrawt oder smalz chrawt“ von Vitus Auslasser in seinem Kräuterbuch „Macer de Herbarium“ aus dem Jahre 1479. Der Name „Zittrochkraut“ ist auch heute noch in Tirol für die Fettkräuter gebräuchlich. Der botanische Name geht auf Conrad Gessner zurück, der 1561 in seinen Horti Germaniae auf die fettglänzenden Blätter verwies, propter pinguia et tenera folia … (lat. pinguis = fett). Der heutige Name „Fettkraut“ bzw. selten „Fettblatt“ spiegelt diesen Ursprungsnamen wider.
1583 unterschied Clusius in seiner Historia stirpium rariorum per Pannoniam, Austriam bereits zwei Formen, eine blaublühende (= Pinguicula vulgaris) und eine weißblühende (= Pinguicula alpina); 1753 nahm Linné in seinen Species Plantarum zusätzlich Pinguicula villosa und Pinguicula lusitanica auf. Vor allem durch Neuentdeckungen bei der Erforschung der neuen Kontinente stieg die Anzahl der bekannten Arten im Lauf des 19. Jahrhunderts rasch an; 1844 waren bereits 32 Arten bekannt.
Als W. Marshall im Jahr 1875 Charles Darwin auf die an den Blättern kleben bleibenden Insekten aufmerksam machte, untersuchte dieser die Pflanzen genauer und stellte die Karnivorie der Gattung fest. Siegfried Jost Casper unterschied in seiner bahnbrechenden Monografie der Gattung von 1966 noch nur 46 Arten, eine Anzahl, die sich in den folgenden vier Jahrzehnten fast verdoppelte. Vor allem in Mexiko werden noch immer weitere Arten entdeckt, aber auch in Europa sind einige Arten erst in der jüngeren Vergangenheit erstbeschrieben worden, so dass mittlerweile über 100 Arten bekannt sind.
Ein wichtiger Schritt zur weiteren Erforschung der Gattung war die Gründung der International Pinguicula Study Group (IPSG) in den 1990er Jahren, einer Organisation aus Wissenschaftlern wie Amateuren.

## Systematik
Innerhalb der Familie der Wasserschlauchgewächse (Lentibulariaceae) gelten die Fettkräuter (Pinguicula) als die Gattung mit den ursprünglichsten Merkmalen.
Systematisch wird die Gattung Pinguicula nach Siegfried Jost Casper 1966 in drei Untergattungen mit 15 Sektionen unterteilt. Eine phylogenetische Untersuchung der Gattung (Näheres unter Phylogenetik) machte zwar die Notwendigkeit einer Revision der Gattungssystematik deutlich, Caspers Systematik ist allerdings nach wie vor in Gebrauch.
| - Pinguicula bissei Casper: Sie wurde 2004 aus Kuba erstbeschrieben. - Pinguicula caryophyllacea Casper: Sie wurde 2004 aus Kuba erstbeschrieben. - Pinguicula caussensis (Casper) Roccia: Sie wurde 2016 neu als Art kombiniert. - Pinguicula christinae Peruzzi & Gestri: Sie wurde 2013 aus Italien erstbeschrieben. - Pinguicula dertosensis (Cañig.) Mateo & M.B.Crespo: Sie kommt im zentralen und östlichen Spanien vor. - Pinguicula fiorii Tammaro & Pace: Sie wurde 1987/8 aus Mittelitalien erstbeschrieben. - Pinguicula fontiqueriana Romo, Peris & Stübing: Sie wurde 1998 aus Marokko erstbeschrieben. - Pinguicula habilii Yildirim: Sie wurde 2012 aus der Türkei erstbeschrieben. - Pinguicula ibarrae Zamudio: Sie wurde 2004/5 aus Mexiko erstbeschrieben. - Pinguicula jaraguana Casper: Sie wurde 2003 aus Kuba erstbeschrieben. - Pinguicula lattanziae Peruzzi & Gestri: Sie wurde 2016 aus Italien erstbeschrieben. - Pinguicula lithophytica Panfet & P.Temple: Sie wurde 2008 aus Kuba erstbeschrieben. - Pinguicula martinezii Zamudio: Sie wurde 2004/5 aus Mexiko erstbeschrieben. - Pinguicula medusina Zamudio & Studnicka: Sie wurde 2000 aus Mexiko erstbeschrieben. - Pinguicula nivalis Luhrs & Lampard: Sie wurde 2006 aus Mexiko (Nuevo León) erstbeschrieben. - Pinguicula pygmaea Rivadavia: Sie wurde 2017 aus dem mexikanischen Bundesstaat Oaxaca erstbeschrieben. - Pinguicula reticulata Schlauer: Sie wurde 1991 aus dem mexikanischen Bundesstaat San Luis Potosí erstbeschrieben. - Pinguicula sehuensis Bacch.: Sie wurde 2014 aus Italien erstbeschrieben. - Pinguicula vallis-regiae F.Conti & Peruzzi: Sie wurde 2006 aus Italien erstbeschrieben. - Pinguicula ×hybrida Wettst. = Pinguicula alpina × Pinguicula vulgaris: Sie kommt in Europa vor. - Pinguicula ×scullyi Druce = Pinguicula grandiflora × Pinguicula vulgaris: Sie kommt in Westeuropa vor. |

## Phylogenetik
Eine phylogenetische Untersuchung durch Cieslak et al. 2005 erwies, dass alle Untergattungen und viele der artenreicheren Sektionen (mit insgesamt mehr als 60 Prozent der betroffenen Arten) polyphyletisch bzw. paraphyletisch sind. Um das Kladogramm übersichtlich zu halten, wird hier auf eine allzu detaillierte Wiedergabe verzichtet; polyphyletische Sektionen sind in der Folge mit * gekennzeichnet.
|  | \| \| Klade I (Sektionen Temnoceras *, Orcheosanthus *, Longitubus, Heterophyllum *, Agnata *, Isoloba *, Crassifolia) \| \| \| \| \| \| Klade II (Sektion Micranthus * = Pinguicula alpina) \| \| \| \| |
|  | |
|  | Klade III (Sektionen Micranthus *, Nana) |
|  | |
|  | Klade I (Sektionen Temnoceras *, Orcheosanthus *, Longitubus, Heterophyllum *, Agnata *, Isoloba *, Crassifolia)                                                                                         |
|  | |
|  | Klade II (Sektion Micranthus * = Pinguicula alpina) |
|  | |

|  | Klade I (Sektionen Temnoceras *, Orcheosanthus *, Longitubus, Heterophyllum *, Agnata *, Isoloba *, Crassifolia) |
|  | |
|  | Klade II (Sektion Micranthus * = Pinguicula alpina)                                                              |
|  | |

|  | \| \| Klade I (Sektionen Temnoceras *, Orcheosanthus *, Longitubus, Heterophyllum *, Agnata *, Isoloba *, Crassifolia) \| \| \| \| \| \| Klade II (Sektion Micranthus * = Pinguicula alpina) \| \| \| \| |
|  | |
|  | Klade III (Sektionen Micranthus *, Nana) |
|  | |
|  | Klade I (Sektionen Temnoceras *, Orcheosanthus *, Longitubus, Heterophyllum *, Agnata *, Isoloba *, Crassifolia)                                                                                         |
|  | |
|  | Klade II (Sektion Micranthus * = Pinguicula alpina) |
|  | |

|  | Klade I (Sektionen Temnoceras *, Orcheosanthus *, Longitubus, Heterophyllum *, Agnata *, Isoloba *, Crassifolia) |
|  | |
|  | Klade II (Sektion Micranthus * = Pinguicula alpina)                                                              |
|  | |

Die systematische Gliederung der Gattung Pinguicula nach Einteilung von Ernst und von Casper waren häufig künstliche Gruppen, die mit der natürlichen Verwandtschaft wenig zu tun hatten. Andreas Fleischmann und Aymeric Roccia veröffentlichten 2018 eine systematische Gliederung der Gattung Pinguicula, die mit den phylogenetischen Verwandtschaftsverhältnissen übereinstimmt.

## Verwendung
Fettkräuter sind bei Liebhabern von Karnivoren verbreitete Zierpflanzen; vor allem Arten gemäßigter Gebiete und leichter kultivierbare mexikanische Arten finden sich häufig in entsprechenden Sammlungen. Am weitesten verbreitet sind die beiden Hybriden Pinguicula × 'Sethos' und Pinguicula × 'Weser'. Beides sind Kreuzungen von Pinguicula ehlersiae mit Pinguicula moranensis, die auch von kommerziellen Orchideenzüchtern zur Schädlingsbekämpfung eingesetzt werden.